# Шаснон
Шасно́н (фр. Chassenon) — коммуна во Франции, находится в регионе Пуату — Шаранта. Департамент — Шаранта. Входит в состав кантона Шабане. Округ коммуны — Конфолан.
Код INSEE коммуны — 16086.
Коммуна расположена приблизительно в 360 км к югу от Парижа, в 90 км южнее Пуатье, в 55 км к северо-востоку от Ангулема, на плато Лимузен, западной части Центрального массива.

## Население
Население коммуны на 2008 год составляло 895 человек.
| 1962 | 1968 | 1975 | 1982 | 1990 | 1999 | 2008 |
| ---- | ---- | ---- | ---- | ---- | ---- | ---- |
| 1097 | 1072 | 982  | 1023 | 964  | 903  | 895  |

## Администрация
| Период | Период | Фамилия         | Партия                              | Примечания |
| ------ | ------ | --------------- | ----------------------------------- | ---------- |
|        | 1945   | Пьер Кольдебёф  |                                     |            |
| 1945   | 1965   | Андре Денуайе   |                                     |            |
| 1965   | 1989   | Эмиль Биссирье  |                                     |            |
| 1989   | 2008   | Жиль Рейно      | Французская коммунистическая партия |            |
| 2008   | 2014   | Жан-Пьер Реймон | Разные левые                        |            |

## Экономика
В 2007 году среди 534 человек в трудоспособном возрасте (15—64 лет) 336 были экономически активными, 198 — неактивными (показатель активности — 62,9 %, в 1999 году было 63,9 %). Из 336 активных работали 309 человек (188 мужчин и 121 женщина), безработных было 27 (12 мужчин и 15 женщин). Среди 198 неактивных 34 человека были учениками или студентами, 71 — пенсионерами, 93 были неактивными по другим причинам.

## Достопримечательности
- Руины галло-римских зданий (форум, акведук, театр, термы). Исторический памятник с 1987 года[3]
- Руины галло-римской виллы. Исторический памятник с 1959 года[4]
- Руины амфитеатра. Исторический памятник с 1936 года[5]
- Приходская церковь Св. Иоанна Крестителя (XIV век)
  - Формы для просфор (XIII век). Исторический памятник с 1933 года[6]

## Фотогалерея

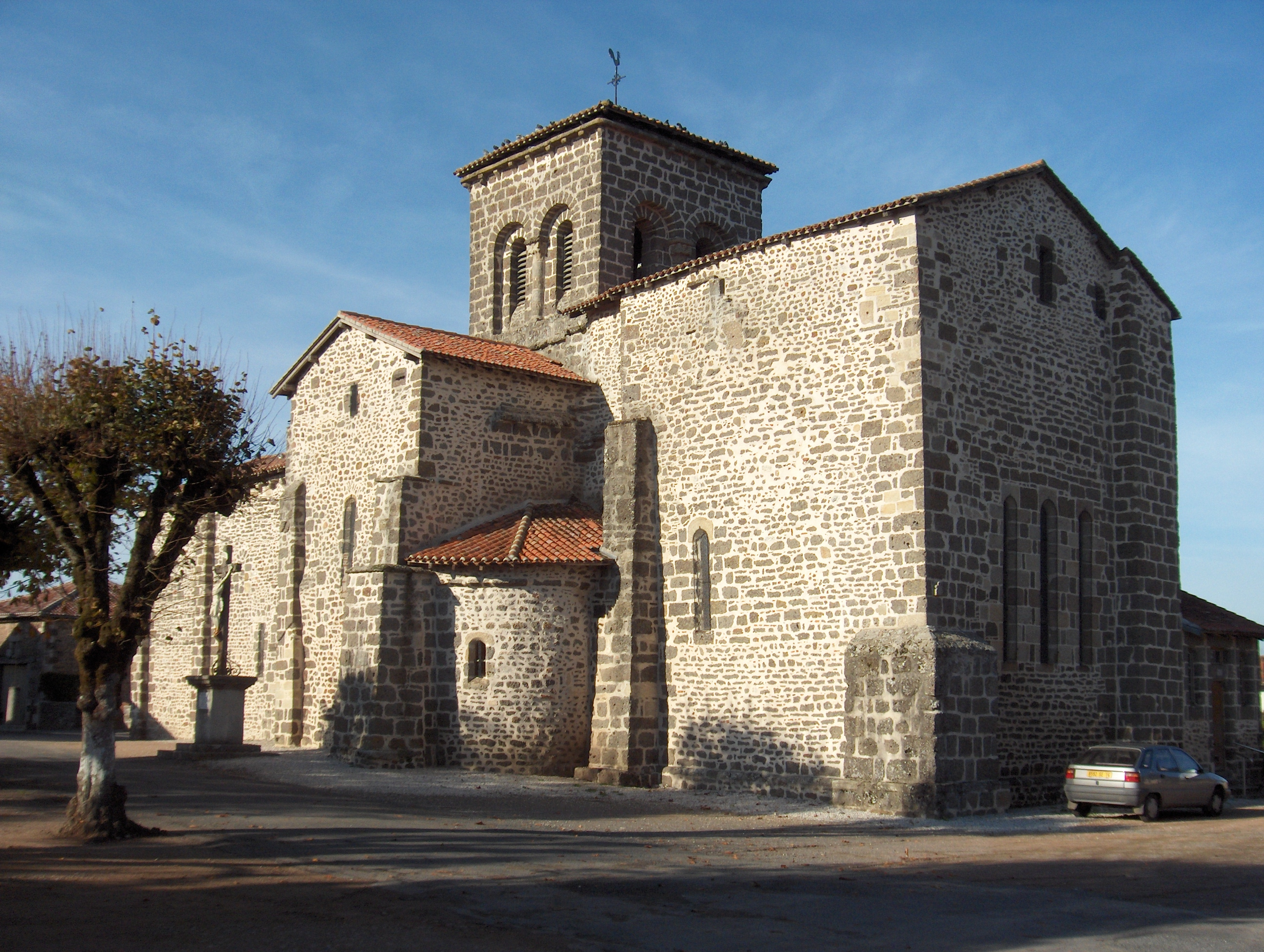
Церковь Св. Иоанна Крестителя
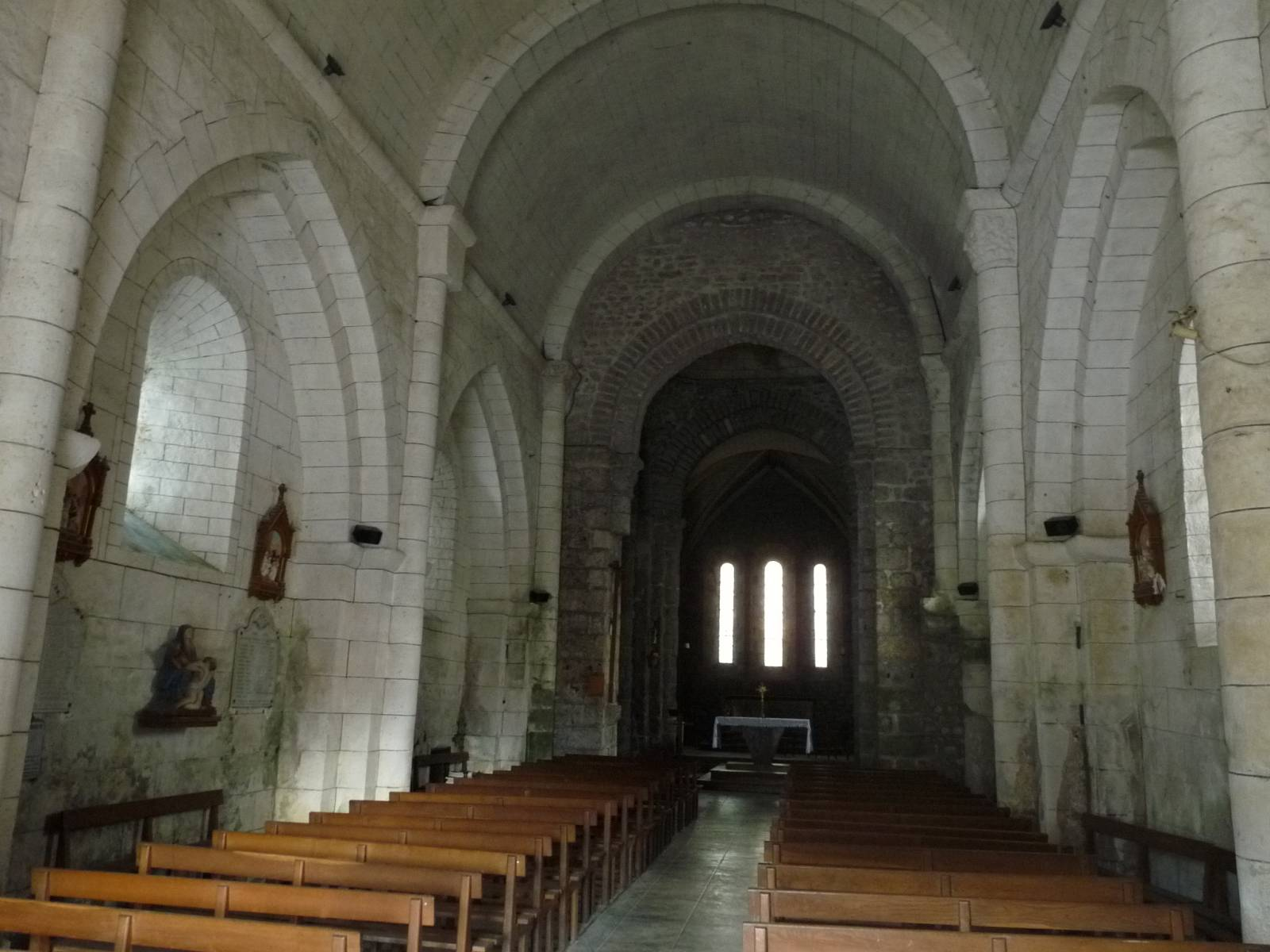
Интерьер церкви Св. Иоанна Крестителя
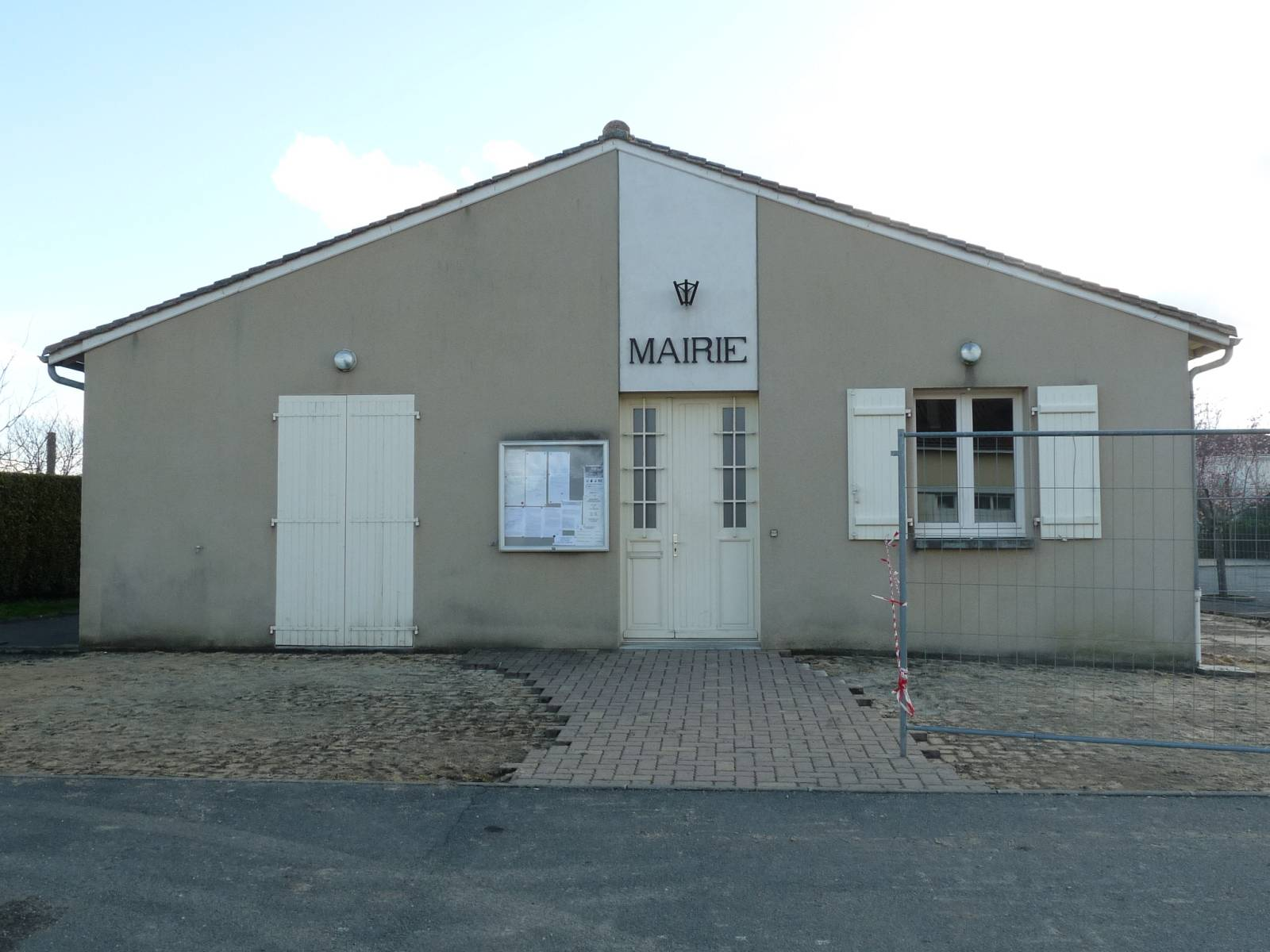
Мэрия
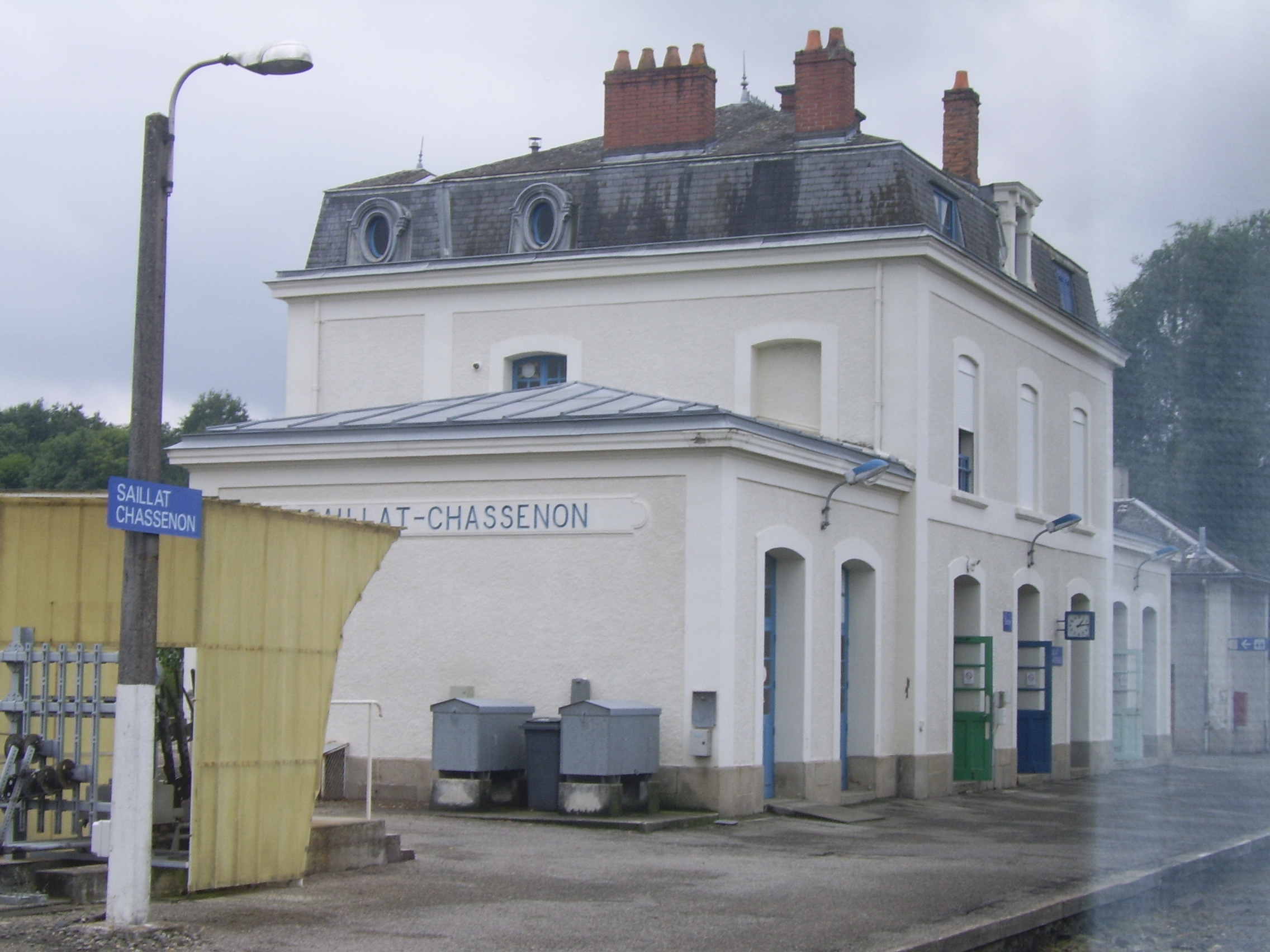
Вокзал